# Terremoto de Salta de 1692
El terremoto de Salta de 1692 fue un terremoto o movimiento sísmico que tuvo lugar en la provincia de Salta, Argentina, el 13 de septiembre de 1692, a las 11:00 hora local (UTC-3). Registró una magnitud de 7,0 en la escala de Richter. 
Su epicentro estuvo a una profundidad de 30 kilómetros.
Este terremoto se sintió con una intensidad de IX en la escala de Mercalli. Destruyó la pequeña población de Talavera del Esteco, en la provincia de Salta, y ocasionó 13 muertos y heridos. Produjo daños considerables en la ciudad de Salta.